# 劉嫖
劉 嫖（りゅう ひょう、生没年不詳）は、前漢の公主・長公主・大長公主。文帝の娘で景帝の同母姉。母は竇皇后。子は陳須・陳蟜（隆慮公主の夫）・陳皇后（武帝の皇后）。館陶公主。別号竇太主・堂邑公主。

## 生涯
代王劉桓とその寵姫竇氏のあいだの第1子として生まれた。紀元前180年、劉桓が即位すると、館陶公主に封ぜられた。堂邑侯陳午に降嫁し、二男一女を産んだ。
紀元前157年、弟の景帝が即位に伴い、館陶長公主に加封された。母后は末弟の梁王劉武を偏愛し、梁王を後継者にしようと考えた。そのため景帝は次第に梁王を疎んじるようとなった。梁王の死後、竇太后は号泣して食事を取らず、館陶長公主の計により、梁国を分割して梁王の男子5人全員を王とし、女子5人全てに湯沐邑を与えることで皇太后の悲しみは癒え、食事を再開した。
館陶長公主は娘の陳氏を景帝の皇太子に娶わせようと思ったが、当時の皇太子である劉栄の母の栗姫が長公主と仲が悪かった。そこで長公主は景帝に栗姫のことを謗り、劉栄の異母弟の劉徹（武帝）を褒め、劉栄を廃嫡し劉徹を皇太子にすることに成功した。紀元前141年、劉徹が即位に伴い、館陶大長公主（太主）となった。娘は皇后に立てられた。
建元6年（紀元前135年）、竇太皇太后は崩御した。太皇太后の唯一健在な子女として長門宮（長門院）など母后の資産の大部分を継承した。娘の陳皇后は皇子に恵まれず、一方で衛夫人（後の衛皇后）は武帝から寵愛を受けた。これを憎む太主は人に命じて衛夫人の弟である衛青を拉致・監禁したが、公孫敖の働きで救出された。元光5年（紀元前130年）、陳皇后は衛夫人に対して呪術を用いたという理由で廃位され、太主の私邸である長門院に移り住んだ。
元光6年（紀元前129年）、陳午は死去した。その後、街で真珠を売る13歳の美少年である董偃に一目で惹かれた。董偃の母親から董偃を引取り、養育した。董偃は貴族としての立居振舞から、教養、武術などなどすべてを学習する。18歳の董偃は元服し、太主との間に男女の関係を持った。董偃は太主の寵愛を受けたため、多くの人に取り入られた。しかし、太主と密通することの露見を恐れた董偃は不安感が強かった。董偃の友人である爰叔の計により太主は長門院を武帝に献上した。武帝は喜び、董偃は宮中に参内することが許可された。
董偃は30歳で死去した。数年後太主は亡くなった。夫の陳午ではなく情夫の董偃と合葬するよう遺言を残したため、董偃とともに覇陵に陪葬された。